# Daniel Comas
Daniel Comas Riera  (né le 15 juin 1981 à Gavá) est un coureur cycliste espagnol, spécialiste du vélo trial. En individuel, il a notamment gagné cinq médailles mondiales dont deux titres entre 2000 et 2008, et trois médailles aux championnats d'Europe dont un titre entre 2006 et 2011. Aux mondiaux par équipes, il a également gagné cinq médailles dont deux titres entre 2004 et 2008.

## Palmarès en VTT trial

### Championnats du monde
- Sierra Nevada 2000
  -  Champion du monde du trial 20 pouces
- Vail 2001
  -  Médaillé d'argent du trial 26 pouces
- Les Gets 2004
  -  Champion du monde du trial 26 pouces
  -  Champion du monde du trial par équipes
- Livigno 2005
  -  Médaillé d'argent du trial par équipes
- Rotorua 2006
  -  Médaillé de bronze du trial par équipes
- Fort William 2007
  -  Champion du monde du trial par équipes
  -  Médaillé de bronze du trial 20 pouces
- Val di Sole 2008
  -  Champion du monde du trial par équipes
  -  Médaillé de bronze du trial 26 pouces

### Coupe du monde
- Coupe du monde de VTT trial 20 pouces : vainqueur du classement général en 2000, 2006 et 2007

### Championnats d'Europe
- Cologne 2006
  -  Médaillé de bronze du trial 26 pouces
- Zoetermeer 2009
  -  Champion d'Europe du trial 20 pouces
- Biella 2011
  -  Champion d'Europe du trial 20 pouces

### Championnats d'Espagne
- 2000
  -  Champion d'Espagne du trial 20 pouces
- 2001
  -  Champion d'Espagne du trial 20 pouces
  -  Champion d'Espagne du trial 26 pouces
- 2009
  -  Champion d'Espagne du trial 20 pouces